# ペトロヴィッチ (地名)
座標: 北緯53度58分 東経32度10分 / 北緯53.967度 東経32.167度
ペトローヴィッチ（ロシア語: Петро́вичи、ラテン翻字例：Petrovichi）は、 ロシアのスモレンスク州シュミヤチスキー区にある村であり、モスクワの南西およそ400km、ベラルーシとロシアの国境の東およそ16kmに位置する。アイザック・アシモフの生誕地で、アシモフは3歳でその地を離れ、両親および妹とともにアメリカ合衆国に移民した。

## 歴史
十月革命以前、ペトローヴィッチは帝政ロシアのモギリョフ県（グベールニヤ）のクリモヴィチ（Klimovichy）郡（ウエズド）のシュテットルだった。それは歴史的にはベラルーシの土地であり、ロシア帝国の北西地方（Krai）の一部だった。その人口は、半ばユダヤ人であり、半ばベラルーシ人であった。街には教会とシナゴーグがあり、それぞれに学校が付属していた。アシモフの記憶によれば、その地にはポグロムは一度もなかった。その二つのコミュニティには誠意ある事業提携、さらに友好関係さえもあった。アシモフは、非ユダヤ人が少なくとも一度は、当地のシナゴーグに友好的な訪問をしたことがあるとも報告している。
ロシア皇帝ニコライ1世（在位：1825年 - 1855年）はあるとき、大ロシア、またはロシア本土でユダヤ教徒居住区外に住まうすべてのユダヤ人の排除を命じた。しかし、富裕で強力なロシア地主は国境の両側に多くの土地を所有しており、国境標を不法に西からシュテットルの東に移動して、ペトローヴィッチのユダヤ人コミュニティを「民族浄化」から救った。こうして彼はこの街の住民の半数を多くの苦難から救い、彼らの才能や技能を失わずに済んだ。ペトローヴィッチは小麦売買の重要なハブであって、ユダヤ人小麦商人は正直さと手際のよさで尊敬されていた。ペトローヴィッチは数十年間はベラルーシの一部となった。第一次世界大戦とロシア革命、それに市民戦争が終わった後、街は再びロシアの一部となったが、ユダヤ人がどこに住もうとそれを禁止するものはなかった。
1941年には、ペトローヴィッチはドイツ陸軍に占領された。そのとき逃げおおせなかったその地のユダヤ人住民は殺された。
ソビエト時代の間、集落はロシア・ソビエト連邦社会主義共和国（RSFSR）のゴメリ県に短期間属したが、その後はRSFSRのスモレンスク州に移り、人口は著しく減少した。